# Liste der Häfen in Brunei
Die Liste der Häfen in Brunei enthält alle öffentlichen Häfen des südostasiatischen Staates Brunei.

## Häfen
| Ort                 | UN/LOCODE | Umschlag (Tonnen) | Umschlag (TEU) | Name                      | Foto        |
| ------------------- | --------- | ----------------- | -------------- | ------------------------- | ----------- |
| Bandar Seri Begawan | BN BWA    |                   |                | Hafen Bandar Seri Begawan |             |
| Bangar              | BN BAG    |                   |                | Hafen Bangar              |             |
| Kuala Belait        | BN KUB    |                   |                | Hafen Kuala Belait        |             |
| Lumut               | BN LUM    |                   |                | Hafen Lumut               |             |
| Muara               | BN MUA    |                   | 102.798 (2015) | Hafen Muara               | Hafen Muara |
| Seria               | BN SER    |                   |                | Hafen Seria               |             |
| Tanjong Salirong    | BN TAS    |                   |                | Hafen Tanjong Salirong    |             |
| Tutong              | BN TUT    |                   |                | Hafen Tutong              |             |